# Marko Culej

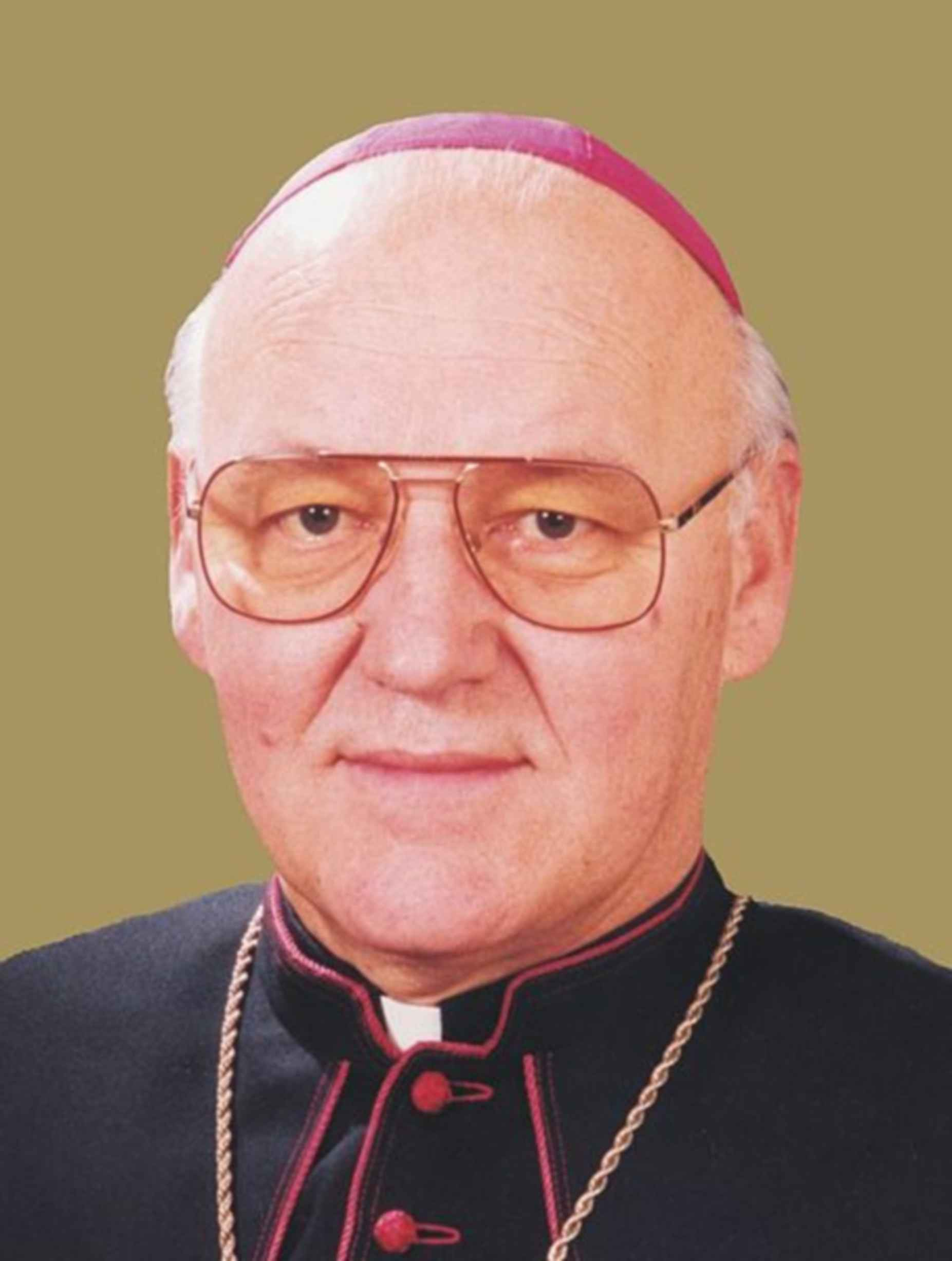
Bischof Marko Culej

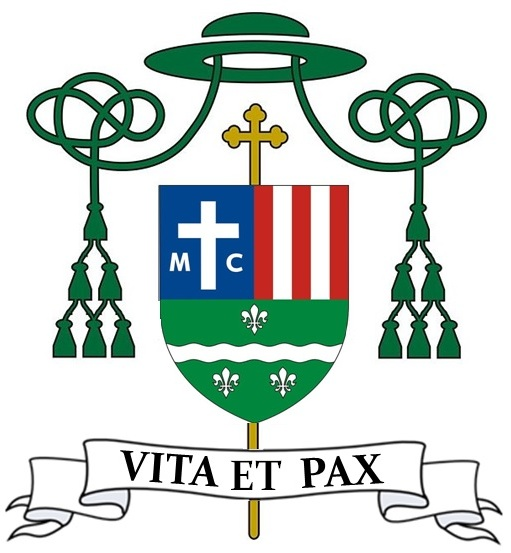
Wappen des Bischofs von Varaždin

Marko Culej (* 19. Januar 1938 in Repno - Hec Belec, Gespanschaft Krapina-Zagorje; † 19. August 2006 in Varaždin) war der erste Bischof von Varaždin.

## Leben
Er besuchte die Grundschule seines Heimatorts. Nach dem Abitur 1957 trat er in das Priesterseminar des Erzbistums Zagreb ein. Nach Abschluss seines Studiums an der Fakultät für Katholische Theologie der Universität Zagreb, wurde am 24. April 1964 zum Priester geweiht. Nach seiner Kaplanszeit war er über zehn Jahre in der Gemeindepastoral tätig. Als Dekan des Dekanats Taborskog gehörte er dem Priesterrat des Erzbistums an. 1981 wurde er Vizerektor des Priesterseminars und 1986 berief ihn Erzbischof Franjo Kuharić in das Domkapitel als Leiter des Zentrums für Berufungspastoral in der Erzdiözese Zagreb.
Am 7. Januar 1992 wurde er von Papst Johannes Paul II. zum Weihbischof in Zagreb und gleichzeitig zum Titularbischof von Limata ernannt. Die Bischofsweihe spendete ihm am 22. Februar 1992 in der Kathedrale zu Zagreb Franjo Kardinal Kuharić, der Erzbischof von Zagreb; Mitkonsekratoren waren Djuro Kokša und Juraj Jezerinac, Weihbischöfe in Zagreb. Er wurde Regens des erzbischöflichen Priesterseminars in Zagreb und Leiter des Rates zur Vorbereitung des Papstbesuches 1994 in Kroatien. 1993 ernannte ihn Kardinal Kuharić zu seinem Generalvikar.
Am 5. Juli 1997 ernannte ihn Papst Johannes Paul II. zum ersten Bischof des am gleichen Tage neu gegründeten Bistums Varaždin. Die feierliche Einführung in sein Bistum fand am 28. September 1997 in der Kirche Mariä Aufnahme in den Himmel in Varazdin statt, die mit diesem Tage Kathedrale des Bistums wurde.
In der kroatischen Bischofskonferenz (CBC) war er:
- Präsident der Institute des geweihten Lebens und Gesellschaften des apostolischen Lebens
- Vorsitzender der Massenmedien der CCB und der Kommission „Justitia et Pax“
- Vorsitzender des CCB für die pastorale Roma
- Vorsitzender des CCB für die Seelsorge der Gefangenen
- Er war auch Präsident der kroatischen Niederlassung der Weltkonferenz der Religionen für den Frieden (WCRP).

Bischof Marko Culej starb am 19. August 2006 und wurde in der Kathedrale von Varaždin beigesetzt.